# 朱利叶斯·尼雷尔
朱利葉斯·坎巴拉格·尼雷爾（1922年7月19日—1999年10月14日），坦桑尼亚政治家，首任坦噶尼喀总理（1960年—1962年），唯一一任坦噶尼喀总统（1962年—1964年），首任坦桑尼亚总统（1964年—1985年），執政共24年。

## 早年与掌权

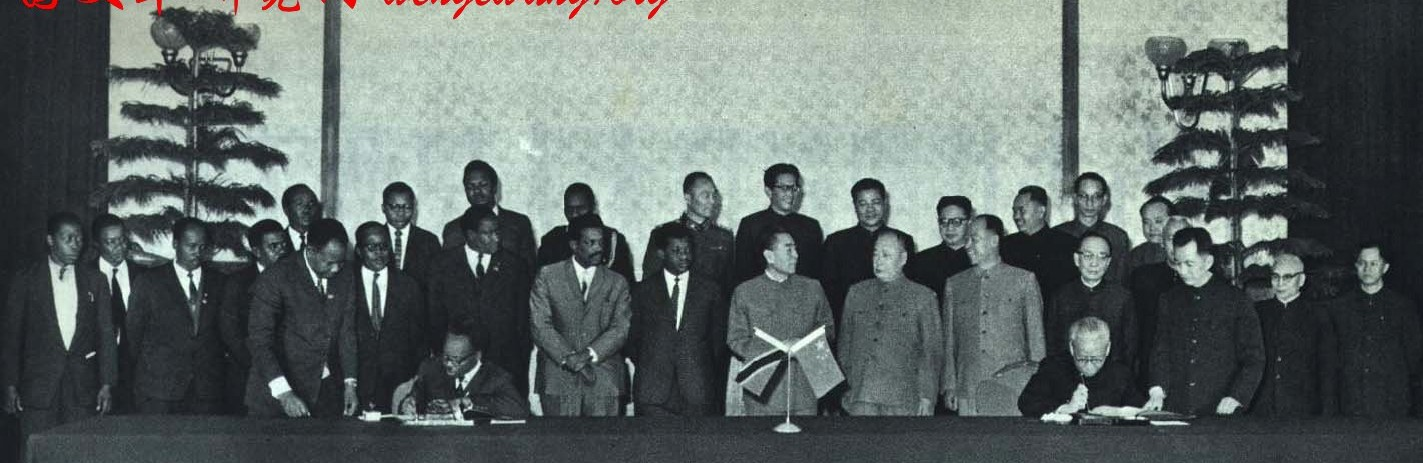
1965年2月刘少奇与尼雷尔签署中国-坦桑尼亚协议

尼雷爾屬於扎納基人，大學畢業後擔任教師，並且於1949年到1952年期間前往爱丁堡大学留學，學習有關歷史學與經濟學的專業知識；回國後投入獨立運動，1954年7月3日，建立坦噶尼喀非洲民族联盟，自任主席，主張社會平等、民族和諧、獨立自主，引起不少當地人支持，在1960年坦干伊喀的選舉中，坦干伊喀非洲民族聯盟成為最大黨，尼雷爾出任殖民地政治首席閣僚；1961年坦干伊喀宣佈獨立，尼雷爾出任第一任總理，但於1962年辭職。
1964年1月20日坦噶尼喀軍隊發生兵變，要求實現武裝部隊非洲化（獨立後坦軍司令官和各級軍官仍由英國人擔任）和改善待遇，並準備接管政府，這場兵變還在烏干達和肯亞引起連鎖反應，震撼東非政局。在尼雷爾的請求下，英國出兵干預，才將東非三國的兵變鎮壓下去。同時，譁變軍人完全是缺乏文化的烏合之眾，始終沒有確切的政治目標，也提不出政治綱領，他們既反對現任政府，又不接管政權。而且兵變沒有得到廣大人民群眾的理解和支持，這也是兵變失敗的主要原因之一。事後，尼雷爾政府對譁變士兵和反對派（反對派頭面人物在兵變期間與譁變者接觸，教唆兵變領導人推翻尼雷爾政府和建立一個新政權）的處置採取了慎重和寬大的政策，沒有一人被處決，既有利於政局穩定，也提高了尼雷爾的威望。在軍事上，尼雷爾完全解散了殖民地時期遺留下來的這支無文化的、沒有政治思想的軍隊，建立了一支以「青年聯盟」（即坦盟青年團）成員為核心的新軍人民國防軍，使武裝部隊的組成發生了根性的變化，成為一支由執政黨領導的有文化、具有非洲民族主義意識和愛國主義思想的軍隊，即一支政治化的軍隊。在軍事方面比較徹底地肅清殖民主義的殘餘。武裝部隊的非洲化和政治化使之成為執政黨貫徹其政策的有力工具。
在政治上，尼雷爾利用兵變事件進一步打擊反對派力量，消滅了所有存在的反對派，使坦噶尼喀成為名副其實的一黨專政的國家。
1964年4月訪問新成立的桑給巴爾人民共和國，會晤桑給巴爾總統謝赫·阿貝德·阿馬尼·卡魯姆，就兩國聯合成一個主權國家達成協議。同年4月26日坦噶尼喀和桑給巴爾聯合共和國成立，同年10月24日改名為坦桑尼亞聯合共和國，尼雷爾當選為聯合共和國總統兼武裝部隊總司令（一度兼任外交部長）。1970年11月、1975年11月和1980年11月連任總統。1975年建議坦盟與桑給巴爾和本巴非洲-設拉子黨（桑給巴爾執政黨）合併，以鞏固聯合、加強統一領導。1977年2月5日坦噶尼喀非洲民族聯盟和非洲設拉子黨合併成革命黨，尼雷爾當選為革命黨主席。1982年10月、1987年10月繼續當選為黨主席。

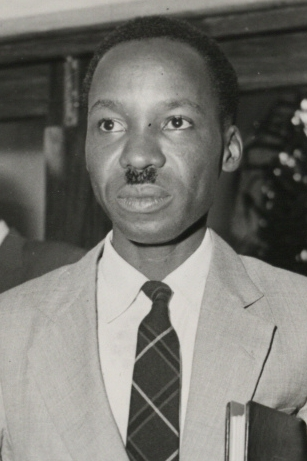
朱利叶斯·尼雷尔任坦噶尼喀總理時的官方照片

## 内政与外交
坦桑尼亞獨立後，尼雷爾著意發展經濟，注意發揮各種經濟成分的作用，經濟持續增長，政府財政收支年年盈餘。1967年2月5日發表《阿魯沙宣言》，宣布走社會主義發展道路，國家發展的指導方針是自力更生，強調發展農業。將大中型工礦企業、貿易商行和金融機構收歸國有，有計劃地建立一批國營企業和準國營企業；限制民族資本發展，以防止財富過分集中和出現人剝削人的現象。建立了聯絡印度洋海岸和港口的鐵路、公路系統，實現了公共企事業的非洲化。在農村大規模建立（一度採取強制措施）烏賈馬村，修建學校、飲水和醫療衛生設施。希圖通過恢復農村傳統社會共同佔有土地、集體勞動和分享成果的製度，樹立非洲社會主義的樣板，建成社會主義。在實踐中認識到方針政策有失誤，70年代中期以後強調發展生產，放寬對私營工商業的限制；重視發展農業，恢復烏賈馬村運動以前的農村合作社；調整國營企業、外資、外援等等經濟政策。同時與中華人民共和國建交，發展集團式的農業，追求農業自主；而尼雷爾也提出「烏賈瑪計劃」，將銀行與企業國有化、建立農業集體公社，以追求社會平等，但是由於石油危機，烏坦戰爭後農業生產的大幅衰退，尼雷爾最後於1985年辭去總統一職，但是尼雷爾仍然擔任革命黨主席一職至1990年8月3日，並且以非洲統一組織的發起人身份，協助調停東非各國的內戰。
在國際事務中積極支持未獨立地區人民反對殖民主義和白人種族主義的鬥爭。1965年12月為抗議英國庇護單方面宣布獨立的南羅得西亞白人種族主義政權而與之斷交。尼雷爾長期擔任非洲統一組織解放委員會主席、非洲前線國家首腦會議主席、對南部非洲人民爭取獨立的鬥爭作出了重要的貢獻。為游擊戰士設立訓練營地，為未獨立國家的民族主義組織提供立足點和辦公處所；儘管是聯合國宣布的最不發達國家之一，還為非洲民族解放事業慷慨解囊，併中斷了向南非提供勞工的協議，蒙受外匯收入減少的損失。奉行不結盟政策，要求建立國際經濟新秩序。1979年2月在七十七國集團第四次部長會議上倡議第三世界加強團結與合作，用一個聲音同發達國家談判改革不平等的國際經濟關係。

## 晚年与逝世
為打破總統職務終身制，1984年3月宣布不再擔任下屆總統，1985年10月辭去了總統職務，將總統權力交給他的接班人阿里·哈桑·姆維尼。專任執政黨革命黨主席。1990年8月3日辭去革命黨主席職務，退出國家政治第一線。自1989年8月起任尼雷爾基金會信託委員會主席。
1999年10月14日，尼雷爾因病情惡化，在英國倫敦逝世，享年77歲。遺體歸國葬於尼雷爾紀念中心的尼雷爾陵寢。

## 荣誉与评价
1973年被授予“尼赫魯促進國際理解獎”。1981年獲第三世界社會和經濟研究基金會授予的“第三世界基金獎”。1983年在日內瓦領取聯合國難民事務高級專員公署授予的“ 南森難民獎”。1984年11月當選為非洲統一組織第二十屆首腦會議執行主席，敦促非洲國家利用債務武器，拒絕償還欠西方國家的貸款。1985年7月獲埃塞俄比亞授予的“社會主義埃塞俄比亞民族大勳章”。1986年被南部非洲發展共同體授予塞雷茨·卡馬爵士勳章。1987年榮獲蘇聯授予的國際列寧和平獎。1987年12月又獲非洲統一組織的金質獎章，以表彰他為非洲解放和統一事業作出的貢獻。1986年榮獲津巴布韋大學授予的榮譽博士學位。同年8月當選為不結盟運動的第三世界經濟南方委員會（現改名為南方中心）主席，為促進第三世界國家間更廣泛的合作，推動發展中國家和北方發達國家間的對話奔忙於亞洲、非洲、拉丁美洲和歐洲各國。1988年被授予約里奧-居里金質和平獎章。1992年被授予國際西蒙·玻利瓦爾獎。1995年12月獲“國際甘地和平獎”。
尼雷爾平易近人，有時徒步下鄉視察，廉潔奉公，坦桑尼亞人尊稱他為“姆瓦利姆”（Mwalimu），斯瓦希里語意為“老師”，人們稱頌他為“非洲賢人”。尼雷爾推動社會主義計劃經濟雖然失敗，但是在非洲仍然有相當的聲望與地位。